# Szpitalna Wieś
Szpitalna Wieś – osada w Polsce położona w województwie pomorskim, w powiecie sztumskim, w gminie Sztum przy drodze wojewódzkiej nr 522. We wsi mieści się poniemiecki dworek należący do prywatnych właścicieli.
W latach 1975–1998 miejscowość należała administracyjnie do województwa elbląskiego.